# 国立公務学院
国立公務学院（Institut national du service public、INSP）は、2022年に設立されたフランスの行政的公施設法人、グランゼコール。
キャリア官僚養成機関の国立行政学院（ENA、エナ）がエマニュエル・マクロン大統領によって廃校となったため、これに代わって設立された。

## 歴史
2022年1月1日、国立公務学院設立。
2022年6月9日、フランス人学生有志が、提示された卒業後のポストへの不満からストライキを実施。学校長側が、すでに提示されていた90か所のポストに加えて、新たに10か所追加して提示し、状況は落ち着いたとされる。